# 페르시바 반툴
페르시바 반툴(Persatuan Sepak Bola Indonesia Bantul)은 인도네시아 욕야카르타의 반툴을 연고지로 둔 인도네시아의 세미프로 축구 클럽이다